# 松阪晶子
松阪 晶子（まつざか しょうこ、本名:松坂康子（まつざか やすこ）、1972年2月20日 - ）は、日本のシンガーソングライター。

## 略歴
岩手県盛岡市出身。血液型O型。父は民謡の先生、母は民謡の踊り手。3歳から両親の指導のもと民謡、舞踊を始める。
中学入学後、ロック音楽に開眼し、メジャーデビューまでアマチュアバンド「蜃気楼」で主にボーカルとして活動しつつ、両親との約束であった民謡との音楽活動の両立を果たす。高校は入学と当時に、担任と喧嘩をし、担任の顔に熱いお茶をかけ自主退学する。
1990年、上京し、楽曲、デモテープ作りに没頭（1stアルバム「夢を眠らせない」のうち、ほとんどの楽曲をこの時期に制作したという）。1993年6月2日、東芝EMIよりシングル『まっすぐに/Darlin'』でメジャーデビューする。
その後、ドラマ主題歌に起用されスマッシュヒットとなったシングル『満月』（1994年3月9日）、『燃える瞳を持ち続けて』（1994年5月11日）、『伝わりますか』（1995年2月22日）などを発表。1995年4月18日、渋谷公会堂で初ライブを挙行。（コンサートの内容を収録した「SHOKO MATSUZAKA FIRST LIVE」と称した番組が後日NHK-BSにて放送された）当時のGiRLPOPムーブメントの一翼を担う存在となった。
1998年、バンダイ・ミュージックエンタテインメントに移籍。シングル『はつ恋』（1998年11月21日）リリースの後、音楽活動を休止している。

## 受賞歴
- 1987年 YAMAHA BAND EXPLOSION 東北地区VOCAL賞受賞
- 1988年 YAMAHA ティーンズミュージックフェスティバル地区大会VOCAL賞・オーディエンス賞受賞
- 1989年 同大会 全国大会出場、第12回長崎歌謡祭に岩手代表で出場

## ディスコグラフィー

### シングル
|      | 発売日         | タイトル                         | 規格品番  | 収録曲                                                                                                  | 備考                           |
| ---- | -------------- | -------------------------------- | --------- | --- | ------------------------------ |
| 1st  | 1993年6月2日   | まっすぐに/Darlin'               | TODT-3029 | 1. まっすぐに 2. Darlin' 3. まっすぐに(オリジナル・カラオケ)                                            | オリコン圏外                   |
| 2nd  | 1993年9月1日   | DAKE-DO/Dreamin'                 | TODT-3087 | 1. DAKE-DO 2. Dreamin' 3. DAKE-DO(オリジナル・カラオケ)                                                 | オリコン圏外                   |
| 3rd  | 1993年11月10日 | DAKE-DO/都会の中で               | TODT-3138 | 1. DAKE-DO 2. 都会の中で 3. DAKE-DO(オリジナル・カラオケ)                                               | オリコン最高85位、登場回数4回  |
| 4th  | 1994年3月9日   | 満月/いつもと違う朝              | TODT-3187 | 1. 満月 2. いつもと違う朝 3. 満月(オリジナル・カラオケ)                                                 | オリコン最高27位、登場回数10回 |
| 5th  | 1994年5月11日  | 燃える瞳を持ち続けて/一秒の未来  | TODT-3242 | 1. 燃える瞳を持ち続けて 2. 一秒の未来 3. 燃える瞳を持ち続けて(オリジナル・カラオケ)                     | オリコン最高28位、登場回数3回  |
| 6th  | 1994年10月26日 | 一粒のダイヤを探して/ある休日に… | TODT-3326 | 1. 一粒のダイヤを探して 2. ある休日に… 3. 一粒のダイヤを探して(オリジナル・カラオケ)                    | オリコン最高50位               |
| 7th  | 1995年2月22日  | 伝わりますか/君の夢を            | TODT-3412 | 1. 伝わりますか 2. 君の夢を 3. 伝わりますか(オリジナル・カラオケ)                                       | オリコン圏外                   |
| 8th  | 1995年4月8日   | 瞬間（とき）の奇跡/Close-hauled  | TODT-3464 | 1. 瞬間の奇跡 2. Close-hauled 3. Close-hauled(オリジナル・カラオケ) 4. 瞬間の奇跡(オリジナル・カラオケ) | オリコン最高98位               |
| 9th  | 1995年12月13日 | 願いが届くドア/桜の想い          | TODT-3614 | 1. 願いが届くドア 2. 桜の想い 3. 願いが届くドア(オリジナル・カラオケ)                                   | オリコン圏外                   |
| 10th | 1996年5月29日  | 雲の向こうへ/逢えない時でも      | TODT-3725 | 1. 雲の向こうへ 2. 逢えない時でも 3. 雲の向こうへ(オリジナル・カラオケ)                                 | オリコン圏外                   |
| 11th | 1996年11月7日  | TRUTH/その手を信じて             | TODT-3865 | 1. TRUTH 2. その手を信じて 3. TRUTH(オリジナル・カラオケ)                                               | オリコン圏外                   |
| 12th | 1998年11月21日 | はつ恋/コア                      | APDA-276  | 1. はつ恋 2. コア 3. はつ恋(オリジナル・カラオケ)                                                       | オリコン圏外                   |

- ※8.は本多俊之とのコラボ作品。
- ※12.のみバンダイ・ミュージックエンターテインメントからの発売。

### アルバム
|     | 発売日        | タイトル       | 規格品番  | 収録曲 | 備考                          |
| --- | ------------- | -------------- | --------- | --- | ----------------------------- |
| 1st | 1994年6月17日 | 夢を眠らせない | TOCT-8312 | 1. 夢を眠らせない【作詞:佐藤純子/作曲:松阪晶子/編曲:見良津健雄】 2. 都会の中で【作詞作曲:松阪晶子/編曲:見良津健雄】 3. DAKE-DO(Album Version)【作詞:佐藤純子/作曲:松阪晶子/編曲:見良津健雄】 4. 燃える瞳を持ち続けて【作詞作曲:松阪晶子/編曲:大友博輝】 5. It's Given Too Late Now【作詞作曲:松阪晶子/編曲:見良津健雄】 6. 満月【作詞作曲:松阪晶子/編曲:樫原伸彦】 7. 一秒の未来【作詞:佐藤純子/作曲:松阪晶子/編曲:見良津健雄】 8. いつもと違う朝【作詞:松阪晶子,佐藤純子/作曲:松阪晶子/編曲:見良津健雄】 9. Darlin'【作詞作曲:松阪晶子/編曲:見良津健雄】 10. Dreamin'【作詞:松阪晶子,山中信路/作曲:松阪晶子/編曲:樫原伸彦】 11. まっすぐに【作詞作曲:松阪晶子/編曲:見良津健雄】 | オリコン最高10位、登場回数7回 |
| 2nd | 1995年4月8日  | 伝わりますか   | TOCT-8871 | 1. 大丈夫二人なら【作詞作曲:松阪晶子/編曲:見良津健雄】 2. 君の夢を【作詞作曲:松阪晶子/編曲:見良津健雄】 3. あなたが溢れてる【作詞作曲:松阪晶子/編曲:見良津健雄】 4. 壊れた時間【作詞作曲:松阪晶子/編曲:見良津健雄】 5. 伝わりますか【作詞作曲:松阪晶子/編曲:見良津健雄】 6. 嘘つき【作詞作曲:松阪晶子/編曲:見良津健雄】 7. ある休日に…【作詞作曲:松阪晶子/編曲:見良津健雄】 8. ボクサーになる彼女【作詞作曲:松阪晶子/編曲:見良津健雄】 9. 一粒のダイヤを探して【作詞作曲:松阪晶子/編曲:見良津健雄】 10. そこにあなたがいるから【作詞作曲:松阪晶子/編曲:見良津健雄】 | オリコン最高29位、登場回数4回 |
| 3rd | 1997年1月29日 | 花のかけら     | TOCT-9781 | 1. 真実は見えない【作詞作曲:松阪晶子/編曲:京田誠一】 2. 風は海へ帰るもの【作詞作曲:松阪晶子/編曲:京田誠一】 3. TRUTH【作詞作曲:松阪晶子/編曲:見良津健雄】 4. 雲の向こうへ【作詞作曲:松阪晶子/編曲:樫原伸彦】 5. 桜の想い【作詞作曲:松阪晶子/編曲:樫原伸彦】 6. 虹の彼方へ【作詞作曲:松阪晶子/編曲:京田誠一】 7. その手を信じて【作詞作曲:松阪晶子/編曲:見良津健雄】 8. さようなら【作詞作曲:松阪晶子/編曲:京田誠一】 9. 心のそばに…【作詞作曲:松阪晶子/編曲:京田誠一】 | オリコン圏外                  |

## 楽曲のタイアップ
- 「まっすぐに」（北國銀行イメージソング）
- 「Darlin'」（TBS系「Daytona-TV」挿入歌）
- 「DAKE-DO」（朝日放送・テレビ朝日系火曜ドラマリーグ「真夜中を駆けぬける」エンディングテーマ）
- 「都会の中で」（TBS系TV「月曜ドラマスペシャル」オープニング・テーマ）
- 「満月」（ABC・テレビ朝日系火曜ドラマリーグ「湯けむり女子大生騒動」エンディングテーマ）
- 「燃える瞳を持ち続けて」（銀座ジュエリーマキ・カメリアダイヤモンドTV-CFイメージソング）
- 「夢を眠らせない」（テレビ埼玉「スーパーJソングマッチ」テーマソング）
- 「一粒のダイヤを探して」（TBS系「日立 世界・ふしぎ発見!」エンディングテーマ）
- 「伝わりますか」（NOVA-GROUP TV-CFイメージソング）
- 「瞬間（とき）の奇跡」（NHK「アメリカズカップ95'」テーマ曲）
- 「願いが届くドア」（TBS系「世界お宝ハンティング 勝負は目利き」エンディングテーマ）
- 「TRUTH」（東映映画「クリスマス黙示録」主題歌）
- 「はつ恋」（TBS系「ジャスト」エンディングテーマ）
- 「君の夢を」（RKB「第18回ユニバーシアード大会1995福岡」テーマソング）

## レギュラーパーソナリティー番組
- FM仙台「まっすぐにSHOKO…」（毎週水曜午前1：00～1：30）（現在は終了）

## 公式ファンクラブ
- 「Smile Pumare（スマイル ピューマ）」

## その他
- 全楽曲（本多俊之とのコラボ「瞬間の奇跡」と元プリンセス・プリンセスの中山加奈子のプロデュース「はつ恋」を除く）の作曲を担当。また、ほとんどの楽曲の作詞を担当。
- リリースされたアルバム3枚に、全く違う色が表れていると評される。
- 1987年のYAMAHA BAND EXPLOSION大会には出場予定者の「代理」として出場、見事VOCAL賞を受賞する。
- 「楽曲を作るときは詞からか、曲からか」という質問に対し、「同時に空から舞い降りてくる」と答えている。